# 姜榮
姜榮（1468年—？），字仁甫，浙江紹興府餘姚縣人，民籍，明朝政治人物。

## 生平
弘治五年（1492年）壬子科浙江鄉試第十名舉人。弘治十五年（1502年）中式壬戌科會試第二百十名，三甲第四十四名進士。為工部主事，因考核不力，謫瑞州府通判，攝府事。正德六年（1511年），江西華林大盜起，姜榮倉皇無備，出逃前將知府印綬交予妾竇妙善藏匿。城破，妙善被執，虛與委蛇，最後投井自盡。事後，朝廷下詔表彰其事，旌之曰貞烈，立祠樹碑祭祀。姜榮棄城，本當服刑，臺使憐竇氏節俠，特開解其罪，且為其敘功，進同知。然而姜榮歸郡僅兩月餘，復買一美姬，為時議鄙薄。不久，褫職去。

## 家族
曾祖姜文舉；祖父姜惟善；父姜逵，義官。母董氏。具庆下。妾竇妙善，《明史》有傳